# Catocala pudica
Catocala pudica är en fjärilsart som beskrevs av Moore 1879. Catocala pudica ingår i släktet Catocala och familjen nattflyn. Inga underarter finns listade i Catalogue of Life.